# Thomaskirken (Leipzig)
Thomaskirken i Leipzig (Thomaskirche) er kendt som kirken, hvor Johann Sebastian Bach var korleder (kantor) fra 1723 til hans død i 1750. Den og Nicolaikirken er hovedkirkerne i Leipzig. Ved luftangrebet 4. december 1943 blev kirken stærkt skadet, men efter krigen blev den hurtigt restaureret. I 1950 blev Johann Sebastian Bachs grav overflyttet fra Johanneskirken. Foran kirken står et monument af Bach.

## Eksterne links
- Wikimedia Commons har flere filer relateret til Thomaskirken i Leipzig
- Menighedens hjemmeside (tysk)

51°20′21.34″N 12°22′21.71″Ø / 51.3392611°N 12.3726972°Ø